# A Journal of the Plague Year
A Journal of the Plague Year è un album a nome di Tom Rapp, pubblicato dalla Woronzow Records nel settembre 1999. Il disco fu registrato al Kali Studios di Cambridge, Massachusetts (Stati Uniti).

## Tracce
Brani composti da Tom Rapp, tranne dove indicato
1. Silver Apples (A Cappella) – 1:56 (W.B. Yeats (testi), Tom Rapp (musica))
2. The Swimmer (For Kurt Cobain) – 3:51
3. Blind – 3:15
4. Space – 3:27
5. Mars – 3:23
6. Hopelessly Romantic – 3:38
7. Running in My Dream – 4:52
8. Wedding Song – 4:15
9. Silver Apples II (For Simeon) – 2:35 (W.B. Yeats (testi), Tom Rapp (musica))
10. Shoebox Symphony – 10:46

## Musicisti
- Tom Rapp - voce, chitarra, armonica
- Tom Rapp - chitarra elettrica (brano: Hopelessly Romantic)
- Prydwyn - arpa (brani: The Swimmer e Wedding Song)
- Prydwyn - mandolino (brano: Hopelessly Romantic)
- Prydwyn - arpa, flauto (brano: Running in My Dream)
- Prydwyn - arpa, shenai (brano: Silver Apples II)
- Andrea Troolin - violoncello (brano: Mars)
- Damon Krukowski - batteria (brano: Mars)
- Damon Krukowski - percussioni (brani: Hopelessly Romantic e Wedding Song)
- Damon Krukowski - accompagnamento vocale (brani: Where Is Love?, State U e Just Let the Grass Grow)
- Carl Edwards - violino, accompagnamento vocale (brano: Hopelessly Romantic)
- Naomi Yang - basso (brano: Wedding Song)
- Naomi Yang - accompagnamento vocale (brano: Shoebox Symphony)
- Ade Shaw - basso, effetti sonori, produttore (brano: Shoebox Symphony)
- Nick Saloman - chitarra, organo, batteria, mellotron, produttore (brano: Shoebox Symphony)